# Michael Martin (evangelischer Theologe)

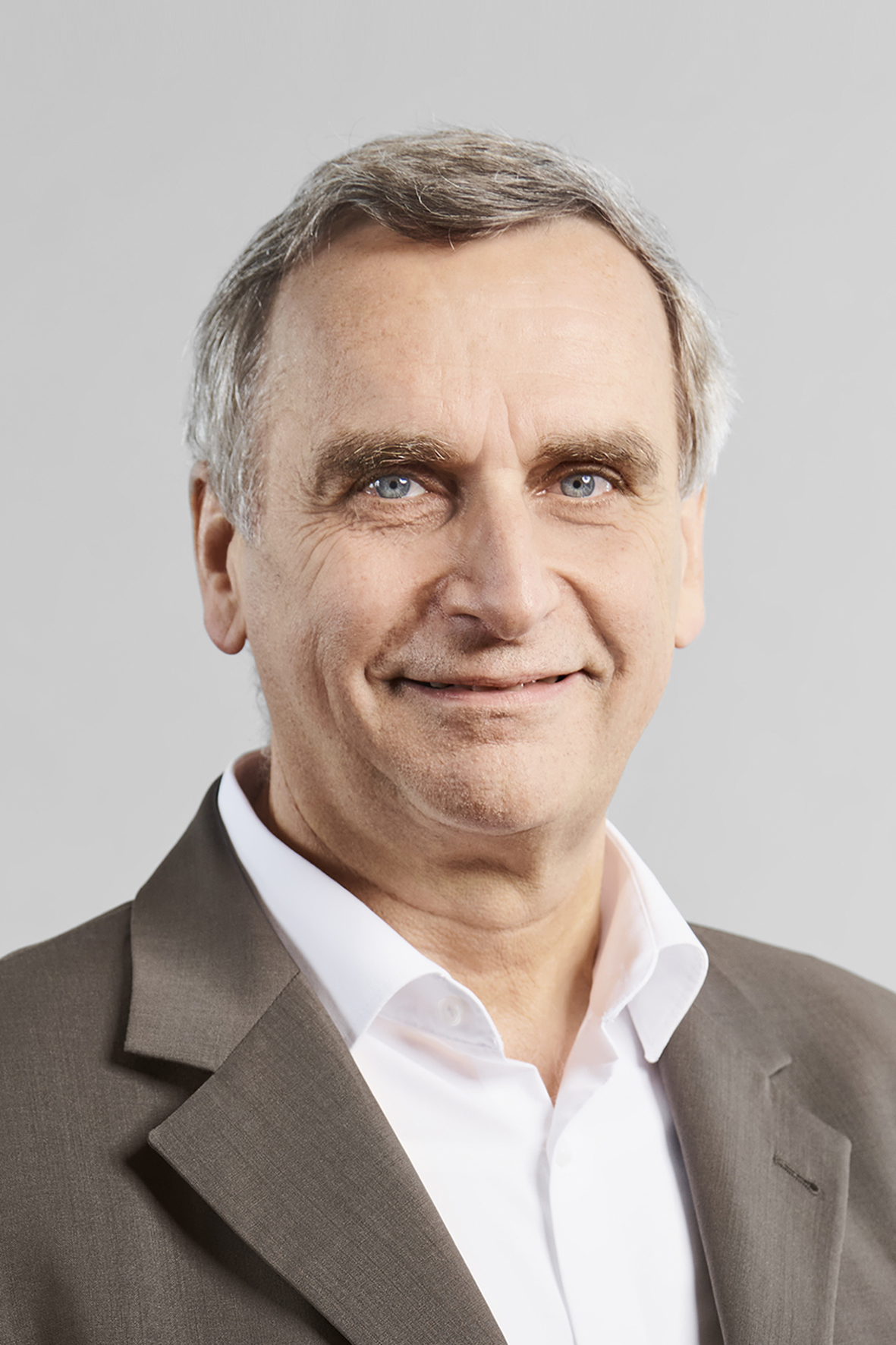

Michael Martin (* 28. Oktober 1959 in Neustadt bei Coburg) ist ein deutscher evangelisch-lutherischer Theologe und Oberkirchenrat der Evangelisch-Lutherischen Kirche in Bayern. Er ist verheiratet und Vater zweier erwachsener Kinder.

## Pfarramt und berufliche Laufbahn
Nach dem Besuch des Arnold-Gymnasiums in Neustadt bei Coburg absolvierte er den Grundwehrdienst, bei dem er als Sanitäter u. a. eine Krankenpflegeausbildung abschloss. Auf das Studium der Evangelischen Theologie in Neuendettelsau, Tübingen und München folgte das Lehrvikariat von 1987 bis 1989 in der Kirchengemeinde Ebersberg und die Ordination zum Pfarrer der Evangelisch-Lutherischen Kirche in Bayern. Ab 1. Oktober 1989 war er Pfarrer in der Kirchengemeinde Dietrich-Bonhoeffer-Kirche in Germering.
Von 1992 bis 1996 war Martin im Rahmen des Versöhnungsprozesses zwischen Mennoniten und Lutheranern je mit einer halben Stelle Pfarrer der Mennonitengemeinde München und Referent im Ökumenereferat des Landeskirchenamts der Evangelisch-Lutherischen Kirche in Bayern.
1996 übernahm er eine ganze Stelle als Referent im Ökumenereferat und war u. a. innerhalb Bayerns für den Rezeptions- und Abstimmungsprozess zur Gemeinsamen Erklärung zur Rechtfertigungslehre zwischen evangelisch-lutherischer und römisch-katholischer Kirche zuständig.
Im Jahr 2000 wechselte Martin als Dekan in den Dekanatsbezirk Aschaffenburg.

## Oberkirchenrat und Leiter der Abteilung Ökumene und kirchliches Leben
2004 wurde er zum Oberkirchenrat und Leiter der Abteilung Ökumene und kirchliches Leben in der Evangelisch-Lutherischen Kirche in Bayern berufen. Dort ist er als Mitglied des Landeskirchenrates verantwortlich für Fragen des Gottesdienstes, der Kirchenmusik, des Gemeindeaufbaus, der Spiritualität sowie von Ökumene, Partnerschaft und Entwicklungsarbeit. Zu seinem Verantwortungsbereich gehören mehrere landeskirchliche Einrichtungen wie die Gemeindeakademie, das Amt für Jugendarbeit, das Amt für Gemeindedienst, das Frauenwerk und das Partnerschaftswerk Mission EineWelt.
Er ist Mitglied der Härtefallkommission des Bayerischen Innenministeriums, die sich mit humanitären Lösungen für abgelehnte Asylbewerber befasst.
Am 10. Juli 2024 wurde Martin im Rahmen eines Festgottesdienstes  in der Münchner Himmelfahrtskirche aus seinem Dienst als Oberkirchenrat  verabschiedet und entpflichtet.

## Mitgliedschaften in Arbeitsgruppen und Kommissionen
- 1992–1994: Mitglied der Dialogkommission der Vereinigten Evangelisch-Lutherischen Kirche Deutschlands (VELKD) und des Bistums der Alt-Katholischen Kirche in Deutschland (AKD).
- 2004–2024 Leiter der lutherischen Delegation in der Arbeitsgemeinschaft Christlicher Kirchen in Bayern (ACK)[5]
- 2003–2009 Mitglied der Bayerischen Lutherisch-Baptistischen Arbeitsgruppe (BALUBAG).
- 2007–2024 Leitung der Südosteuropa-Regionalgruppe der Gemeinschaft Evangelischer Kirchen in Europa (GEKE)[6]
- Seit 2014 Mitglied im Stiftungsrat des Ökumenischen Instituts des LWB in Straßburg
- 2018–2024 Mitglied des Rates der GEKE[7]
- Leitung der Arbeitsgruppe des Lutherischen Weltbundes zur Umsetzung der Beschlüsse der Vollversammlung 2010 in Stuttgart, die sich auf das Verhältnis von Lutheranern und Mennoniten beziehen[8]
- Ab 2012 Mitglied der Dialogkommission der Evangelischen-Lutherischen Kirche in Bayern und Episkopalkirche der Vereinigten Staaten (The Episcopal Church)[9]
- 2010 Teilnehmer, 2017 und 2023 Delegierter der Evangelisch-Lutherischen Kirche in Bayern bei den Vollversammlungen des Lutherischen Weltbundes; 2023 Wahl in den Rat des Lutherischer Weltbunds[10]
- Mitglied im Ökumenischen Studienausschuss des Deutschen Nationalkomitees des Lutherischen Weltbundes (DNK/LWB).[11]
- Seit 2022 Mitglied, seit 2023 Vorsitzender im Geschäftsführenden Ausschuss des DNK/LWB und seit 2023 stellvertretender Vorsitzender des DNK/LWB.[12]

## Veröffentlichungen (Auswahl)
- Die lutherisch-mennonitischen Beziehungen in Deutschland. Vereinbarung der gegenseitigen Einladung zum Abendmahl. In: Una Sancta 1996, S. 245–255.
- Kirchenasyl als moralische und ethische Herausforderung des freiheitlich-demokratischen Rechtsstaates Deutschland. In: Michael Griesbeck (Hrsg.): Asylpraxis (= Schriftenreihe des Bundesamtes für die Anerkennung ausländischer Flüchtlinge, Band 3). Nürnberg, 1998, S. 127–142, ISBN 3-9805881-7-3
- Ökumenische Entwicklungen und interreligiöse Kontakte. In: Gerhard Müller, Horst Weigelt, Wolfgang Zorn (Hrsg.): Handbuch der Geschichte der Evangelischen Kirche in Bayern, Zweiter Band 1800–2000, St. Ottilien 2000, S. 525–539, ISBN 3-8306-7042-7
- Mit Paul-Werner Scheele und Jürgen Vorndran: Ökumenische Überraschungen. Aschaffenburger Predigten. Aschaffenburg 2004, ISBN 3-933915-06-6
- Die ersten Kontakte der Evang.-Luth. Kirche in Bayern zum Irak. In: Thomas Prieto Peral, Horst Oberkampf: Heimat oder Exil? Zur Lage der Christen im Irak. Neuendettelsau 2013, S. 30–39, ISBN 978-3-87214-538-3
- The Arusha Call of discipleship – The Africa we want. European View. In: Lutheran Mission Cooperation Manual 2019, Arusha, Tansania, 2018, S. 34–46.[13]
- Versöhnung kann gelingen. Anmerkungen zum ökumenischen Dialog von Lutheranern und Mennoniten. In: Hannes Müller, Lisanne Teuchert, Stefan Dienstbeck (Hrsg.): Beziehungsweisen. Theologie aus dialogischer Überzeugung, Festschrift für Bernd Oberdorfer zum 60. Geburtstag, Gütersloh 2022, S. 409–430, ISBN 978-3-579-07465-8
- Auf dem Weg zur vollen Gemeinschaft. Die Vereinbarung zwischen der Episkopalkirche (TEC) und der Evang.-Luth. Kirche in Bayern (ELKB). In: Thomas Melzl, Konrad Müller (Hrsg.): Gottesdienst im Leben der Kirche. Erkundungen, Festschrift für Hanns Kerner, Leipzig 2025, S. 127–143, ISBN Print 978-3-374-07881-3 / eISBN (PDF) 978-3-374-07882-0